# Piotr Buczkowski
Piotr Marek Buczkowski (ur. 5 maja 1950 w Szczecinie, zm. 2 stycznia 2003 w Poznaniu) – polski socjolog, nauczyciel akademicki i polityk, specjalista z zakresu samorządu terytorialnego, poseł na Sejm II kadencji.

## Życiorys

### Wykształcenie i działalność naukowa
Syn Wilhelma i Barbary. W 1975 ukończył studia na kierunku socjologia na Wydziale Nauk Społecznych Uniwersytetu im. Adama Mickiewicza w Poznaniu.
W latach 1975–1979 był zatrudniony w Instytucie Filozofii UAM. W latach 1979–1981 pracował w Pomorskiej Akademii Medycznej w Szczecinie.
W 1982 uzyskał stopień naukowy doktora habilitowanego nauk społecznych i w tym samym roku rozpoczął pracę w Instytucie Psychologii Polskiej Akademii Nauk w Warszawie, gdzie w 1988 został mianowany docentem. W 1989 podjął pracę w Instytucie Socjologii UAM, gdzie utworzył Zakład Badań Społeczności Lokalnych i Regionalnych, którym kierował aż do śmierci. Od 1991 był profesorem UAM. Opublikował kilkadziesiąt pozycji naukowych (w tym dwie monografie). W pracy naukowej zajmował się takimi zagadnieniami jak ekologia społeczna, filozofia społeczeństwa, socjologia administracji, socjologia wiedzy i społeczności lokalne.

### Działalność polityczna
W 1989 zaangażował się w prace Komitetu Obywatelskiego w Mosinie, gdzie mieszkał. W latach 1990–1994 pełnił funkcję przewodniczącego sejmiku samorządowego województwa poznańskiego oraz przewodniczącego Krajowego Sejmiku Samorządu Terytorialnego.
W latach 1993–1997 był posłem na Sejm II kadencji, wybranym w okręgu poznańskim z listy Unii Demokratycznej. Przewodniczył sejmowej Komisji Samorządu i Administracji Publicznej oraz Stałej Konferencji Władz Lokalnych i Regionalnych Rady Europy. W 1997 wystąpił z Unii Wolności, przystępując do Stronnictwa Konserwatywno-Ludowego, w którym pełnił funkcję przewodniczącego koła poselskiego. Bezskutecznie ubiegał się o mandat posła w wyborach w 1997 z listy AWS i w 2001 z listy Platformy Obywatelskiej. Od 1998 do 2002 był radnym Sejmiku Województwa Wielkopolskiego I kadencji.
W latach 1996–2003 stał na czele Unii Wielkopolan.
Pochowany na cmentarzu w Mosinie.

## Odznaczenia i wyróżnienia
W 2001 otrzymał Złoty Krzyż Zasługi. Został pośmiertnie odznaczony Krzyżem Oficerskim Orderu Odrodzenia Polski (2009) oraz Odznaką Honorową za Zasługi dla Samorządu Terytorialnego (2015).